# Дементьев, Андрей Дмитриевич
Андре́й Дми́триевич Деме́нтьев (16 июля 1928, Тверь — 26 июня 2018, Москва) — советский и российский поэт, радио- и телеведущий, журналист, также известен как поэт-песенник. Главный редактор журнала «Юность» (1981—1992). Заслуженный деятель искусств Российской Федерации (2004). Лауреат Государственной премии СССР (1985). Член Союза писателей СССР. Почётный член Российской академии художеств. Член КПСС с 1950 года.

## Биография
Родился 16 июля 1928 года в Твери. В 1946 году окончил среднюю школу № 6.
В 1946—1949 годах учился на историко-филологическом факультете Калининского педагогического института.
В 1948 году начал литературную деятельность — в газете «Пролетарская правда» (Калинин) было опубликовано стихотворение «Студенту».
В 1949 году поступил в Литературный институт имени А. М. Горького, который окончил в 1952 году.
В 1950 году вступил в ВКП(б).
В 1953—1955 годах — литературный сотрудник отдела сельского хозяйства редакции газеты «Калининская правда», в 1955—1958 годах — литературный сотрудник, заведующий отделом комсомольской жизни редакции областной газеты «Смена», затем — главный редактор Калининского книжного издательства.
В 1959 году принят в члены Союза писателей СССР.
В 1967 году — инструктор отдела пропаганды и агитации ЦК ВЛКСМ. В 1968 году — заведующий редакцией современной советской поэзии издательства «Молодая гвардия». В 1969—1972 годах — заместитель заведующего отделом пропаганды и агитации ЦК ВЛКСМ.
С 1972 года — заместитель главного редактора журнала «Юность». В 1981—1992 годах — главный редактор журнала «Юность».
В октябре 1990 года подписал «Римское обращение».
В 1997 году по приглашению тогдашнего председателя ВГТРК Эдуарда Сагалаева был назначен на должность директора ближневосточного представительства РТР в Израиле. Отозван с этой должности в 2000 году после публикации в «Московском комсомольце» стихов, обличающих российских чиновников; позднее в интервью той же газете раскритиковал методы управления нового председателя ВГТРК Олега Добродеева. В 2003—2006 годах был ведущим программы «Народ хочет знать» на канале ТВ Центр в паре с Матвеем Ганапольским, позже с Кирой Прошутинской, однако был уволен ввиду того, что руководство производившей передачу телекомпании АТВ посчитало, что в программе должен быть один ведущий, а не два.
Вёл авторскую программу «Виражи времени» на «Радио России» с 18 августа 2001 года и вплоть до кончины. Последний эфир передачи с его непосредственным участием прошёл 23 июня 2018 года.
Издано более 50 книг стихов поэта, не считая многочисленных сборников избранных и лучших стихов разных лет.
В 2010 году поэт и его стихи стали связующим звеном новелл в киноальманахе «Провинциальные истории» тверского режиссёра П. В. Дроздова.
Андрей Дементьев — автор слов гимна города Твери.
В 2013 году в Твери открыли единственный в России «Дом поэзии Андрея Дементьева». По задумке мэтра, это не просто музей, совмещённый с лекторием: современными мультимедийными средствами здесь воссоздана атмосфера, в которой творили поэты второй половины XX века.
8 марта 2018 года президент России Владимир Путин, поздравляя женщин с Международным женским днём, продекламировал стихи Андрея Дементьева «Я знаю, что все женщины прекрасны».
В августе 2019 года была учреждена Всероссийская поэтическая премия имени А. Дементьева.

### Смерть

Могила Андрея Дементьева

Андрей Дмитриевич Дементьев cкончался 26 июня 2018 года на 90-м году жизни в 1-й Городской больнице в Москве от осложнений после простуды, не дожив 20 дней до своего 90-летия.
Соболезнования родным и близким Андрея Дементьева выразили, в числе других, президент России Владимир Путин, председатель Правительства России Дмитрий Медведев, Патриарх Московский и всея Руси Кирилл, мэр Москвы Сергей Собянин и губернатор Тверской области Игорь Руденя.
Прощание с поэтом состоялось 29 июня 2018 года в Концертном зале имени П. И. Чайковского в Москве. В тот же день в Скорбященской церкви на Большой Ордынке митрополит Волоколамский Иларион (Алфеев) совершил отпевание почившего.
Похоронен на Кунцевском кладбище рядом с сыном.

## Семья
Отец — Дмитрий Никитич Дементьев (1901—1992).
Мать — Мария Григорьевна Орлова (1908—1998).
Первая жена (1947—1949 гг.) — Алиса (род. 1929). Брак продлился два года, детей не было.
Вторая жена — Ирина.
- Дочь — Марина Андреевна Демченко (Дементьева) (род. 1954). Родилась в Твери. С детских лет живет в Ленинграде. Работала старшим научным сотрудником в Доме-музее Пушкина. Член Российского творческого Союза работников культуры. Отмечена благодарностью «За существенный личный вклад в развитие культуры и музейного дела в Санкт-Петербурге».
  - Внучка — Ника Демченко, родилась в Ленинграде (Санкт-Петербурге), филолог — литературовед.

Третья жена — Галина.
- Падчерица — Наталия Андреевна Дементьева (род. 1960), художник-дизайнер.
- Сын — Дмитрий Андреевич Дементьев (1969—1996), трагически погиб.
  - Внук — Андрей Дмитриевич Дементьев (род. 1988), родился в Свердловске (Екатеринбурге), воспитывался в доме бабушки и дедушки, окончил астраханскую государственную консерваторию, учился на факультете администрирования и управления на предприятиях туристического и гостиничного бизнеса одного из московских ВУЗов. Снимается в сериалах. Увлекается паркуром.

Четвёртая супруга — Анна Давыдовна Пугач (род. 1957), журналист, режиссер, политобозреватель, радиоведущая.

## Творчество
Андрей Дементьев — один из известнейших советских поэтов второй половины XX века. Диапазон его творчества — от новелл о Михаиле Калинине («Август из Ревеля», 1970) до текстов к широко известным лирическим песням советской эпохи: «Алёнушка», «Лебединая верность», «Отчий дом», «Баллада о матери» и многих других. Песни на его стихи исполнялись Евгением Мартыновым, Софией Ротару, Львом Лещенко, Иосифом Кобзоном, Валентиной Толкуновой и другими популярными артистами.
В своём творчестве Дементьев утверждает идеалы романтики, гуманизма и сострадания. По словам самого Дементьева,

Великий Ленин сумел зажечь своим романтизмом и безграничной верой в будущее сердцам миллионов. <…> К мечте, романтике, открытиям зовут безграничные просторы Сибири, льняные волны Нечерноземья, небывалые стройки, куда по путёвкам комсомола едут молодые. <…> Именно из тех энергичных романтиков, кто не хочет «жить спокойно», <…> вырастают современные литературные герои.

Стихи Дементьева отличает обострённое чувство патриотизма, неприятия отрицательных черт современности, горькая ирония, лиричность, оптимизм, наслаждение элементарными радостями жизни, любовь к природе, в ранних стихах — комсомольский задор.

Дементьев пишет традиционные, легко доступные, отличающиеся музыкальностью стихи, о которых, хотя они и не упоминаются в историях русской литературы, пишутся доброжелательные рецензии. <…> Его стихотворения сконцентрированы на одном вопросе или одной проблеме, которая рассматривается с разных точек зрения в строках, часто выстроенных по принципу параллелизма (анафоры и другие формы повторов). Мотивы лирики Дементьева связаны с природой; он рассматривает также этические вопросы и отношения между людьми, причём главное для него в человеке — душевные качества.
— Вольфганг Казак
Книги Дементьева «Лирика», «Нет женщин нелюбимых», «Виражи времени», «Избранное», «Я живу открыто», «У судьбы моей на краю» выдержали не менее 40 изданий, общий тираж которых превысил 300 тысяч экземпляров.
Стихи поэта переведены на английский, французский, немецкий, итальянский, испанский, португальский, венгерский, болгарский, румынский, хинди и другие языки. Также его книги вышли в Азербайджане, Узбекистане, Грузии, Болгарии и других странах мира.

### Популярные песни на стихи А. Д. Дементьева
- «У Есенина день рождения» (муз. Е. Г. Мартынова) — исп. Людмила Зыкина, Евгений Мартынов
- «Гавань моей любви» (муз. А. Хоралова) — исп. Аркадий Хоралов
- «А я без Волги просто не могу» (муз. Е. Г. Мартынова) — исп. Евгений Мартынов
- «Давай попробуем вернуть» (муз. А.Хоралова) — исп. Алла Иошпе и Стахан Рахимов, Аркадий Хоралов, Александр Добронравов, Стас Михайлов
- «Летом и зимой» (муз. Е. Г. Мартынова) — исп. Евгений Мартынов
- «Верни мне зори вешние» (муз. О. Б. Иванова) — исп. Евгений Головин
- «Прости» (муз. Е. Мартынова) — исп. Евгений Мартынов
- «Афганистан» (муз. М. В. Муромова) — исп. Михаил Муромов
- «Начало дорог» (муз. О. Б. Фельцмана)
- «Чёрный лебедь» (памяти Владимира Высоцкого) (муз. В. Мигули) — исп. Владимир Мигуля
- «Ни о чём не жалейте» (муз. А. Исаакова) — исп. Галина Невара
- «Отчий дом» (муз. Е. Г. Мартынова) — исп. София Ротару (соло, первая исполнительница песни), София Ротару и Карел Готт, Е. Мартынов, Лев Лещенко
- «Друзья» (муз. П. Бюль-Бюль оглы) — исп. Полад Бюль-Бюль оглы
- «Всё начинается с любви» (муз. Е. Доги) — исп. Павел Смеян
- «Письмо отца» (муз. Е. Мартынова — сл. А. Дементьева и Д. Усманова) — Вадим Мулерман, Евгений Мартынов
- «Люди, чаще улыбайтесь» (муз. А. Бабаджаняна) — исп. Араик Бабаджанян
- «Загадайте» (муз. П. Овсянникова) — исп. Надежда Чепрага
- «Комсомол нигде не подведёт» (муз. Е. Мартынова — сл. А. Дементьева и А. Пьянова) — исп. Евгений Мартынов
- «Прекрасное имя — Россия» (муз. В. Львовского) — исп. Людмила Зыкина
- «Яблоки на снегу» (муз. М. Муромова) — исп. Михаил Муромов
- «Как жаль» (муз. Д. Тухманова) — исп. Яак Йоала
- «Ласточки домой вернулись» (муз. Е. Мартынова) — исп. Евгений Мартынов
- «Аве Мария» (муз. В. Мигули) — исп. Владимир Мигуля
- «Помни про хорошее» (муз. М. Муромова) — исп. Михаил Муромов
- «Заброшенный лес» (муз. А. Хоралова) — исп. Аркадий Хоралов
- «Отцы, не оставляйте сыновей» (муз. В. Трофимова) — исп. Валентина Толкунова
- «Мне сон приснился» (муз. К. Свободы) — Карел Готт
- «Поздняя любовь» (муз. Ю. Гуляева) — исп. Юрий Гуляев
- «Я жду весну» (муз. Е. Мартынова) — исп. София Ротару, Евгений Мартынов, Валентина Толкунова, Анна Герман, Натали
- «Три дня» (муз. В. Мигули) — исп. Владимир Мигуля
- «Город мира и весны» (муз. А. Бабаджаняна) — исп. Араик Бабаджанян
- «Расскажи мне, мама» (муз. Е. Мартынова) — исп. Людмила Зыкина
- «Нет женщин не любимых» (муз. Б. Кирова) — исп. Бисер Киров
- «А мне не надо от тебя» (муз. В. Мигули) — исп. Владимир Мигуля, Анастасия Минцковская
- «Праздник юности» (муз. Е. Мартынова — сл. А. Дементьева и А. Пьянова) — исп. ВИА «Пламя»
- «Ты только знай» (муз. М. Кодряну) — исп. Мария Кодряну
- «Ложь» (муз. А. Днепрова) — исп. София Ротару
- «Женщины» (муз. А. Мажукова) — исп. Екатерина Шаврина
- «Любовь заждалась» (муз. Р. Майорова) — исп. ВИА «Коробейники»
- «Каскадёры» (муз. В. Мигули) — исп. гр. «Земляне»
- «Без тебя» (муз. А. Хоралова) — исп. Аркадий Хоралов
- «Монолог любви» (муз. Е. Доги)
- «Посвящение Окуджаве» (муз. О. Фельцмана) — исп. Оскар Фельцман
- «Алёнушка» (муз. Е. Мартынова) — исп. Евгений Мартынов
- «Поздняя любовь» (муз. М. Муромова) — исп. Михаил Муромов
- «Я ненавижу в людях ложь» (муз. П. Бюль-Бюль оглы) — исп. Полад Бюль-Бюль оглы
- «Верю я» (муз. А. Мажукова) — исп. Роза Рымбаева, Мария Кодряну
- «Ах, как хочется влюбиться!» (муз. Е. Мартынова — сл. А. Дементьева и А. Пьянова) — исп. Евгений Мартынов
- «Доброта» (муз. А. Бабаджаняна) — исп. Иосиф Кобзон
- «В будущем году в Иерусалиме» (муз. В. Мигули) — исп. С. Избаш
- «Каково тебе одной» (муз. В. Добрынина) — исп. Лев Лещенко
- «Азарт» (муз. М. Муромова) — исп. Михаил Муромов
- «Не ссорьтесь, влюблённые» (муз. Б. Кривоносова)
- «Созвездие любви» (муз. В. Мигули) — исп. Яак Йоала, Владимир Мигуля
- «Ты приносишь мне рассвет» (муз. Е. Мартынова — сл. А. Дементьева и Д. Усманова) — исп. Аида Ведищева, Евгений Мартынов
- «Я ничего не должен» (муз. О. Анофриева) — исп. Олег Анофриев
- «Мы навек любовью ранены» (муз. Е. Семёновой) — исп. Валентина Толкунова
- «Лебединая верность» (муз. Е. Мартынова) — исп. София Ротару, Евгений Мартынов
- «Подари мне признание» (муз. А. Мажукова) — исп. Екатерина Шаврина и Михаил Котляр
- «Дай мне посмотреть в глаза» (муз. А. Хоралова) — исп. Аркадий Хоралов
- «Июнь» (муз. Е. Мартынова — сл. А. Дементьева и А. Пьянова) — исп. Евгений Мартынов
- «Если ты уйдёшь» (муз. Р. Паулса) — исп. Валерий Леонтьев
- «Где-то около Бреста» (муз. П. Аедоницкого) — исп. Галина Ненашева, Иосиф Кобзон, Олег Ухналёв
- «Твоя вина» (муз. Е. Мартынова — сл. А. Дементьева и Д. Усманова) — исп. София Ротару, Аида Ведищева, Леонид Серебренников, Нина Бродская, Ирина Понаровская
- «Танцуем диско» (муз. В. Мигули) — исп. Владимир Мигуля и Татьяна Рузавина
- «Деревья на ветру качаются» (муз. В. Голикова)
- «Красота спасёт мир» (муз. А. Пахмутовой) — Игорь Демарин
- «Первый снег» (муз. А. Бабаджаняна) — исп. Раиса Мкртчян
- «Наш день» (муз. Е. Мартынова) — исп. София Ротару, Евгений Мартынов
- «Про собаку» (муз. М. Муромова) — исп. Михаил Муромов
- «Счастья вам, люди!» (муз. Е. Доги) — исп. Надежда Чепрага
- «Летние каникулы» (муз. А. Мажукова) — исп. Ольга Пирагс
- «Чайки над водой» (муз. Е. Мартынова) — исп. София Ротару, Евгений Мартынов, Анастасия Минцковская
- «Дождь» (муз. Р. Паулса) — исп. Ренат Ибрагимов
- «Баллада о матери» или «Алёшенька» (муз. Е. Мартынова) — исп. София Ротару, Евгений Мартынов, Лев Лещенко, Леонид Сметанников
- «Я песню добрую пою» (муз. Н. Новикова) — исп. Михаил Котляр
- «Осенний романс» (муз. П. Ермишева) — исп. Галина Невара
- «Я живу открыто» (муз. В. Мигули) — исп. Владимир Мигуля и гр. «Монитор»
- «Город мечты» (муз. Г. Левдокимова)
- «Люблю тебя» (муз. А. Бабаджаняна) — исп. Анна Герман, Галина Невара
- «Руки мамы» (муз. М. Муромова) — исп. Михаил Муромов
- «Вот и всё» (муз. А. Хоралова) — исп. Аркадий Хоралов
- «Натали» (муз. Е. Мартынова) — исп. Евгений Мартынов
- «Отец» (муз. Б. Кривоносова)
- «Улетай» (муз. М. Муромова) — исп. Михаил Муромов
- «Давай помолчим» (муз. Аркадия Хоралова) — исп. Валерий Ободзинский
- «Зовёт Земля» (муз. Е. Мартынова — сл. А. Дементьева и Д. Усманова) — исп. Евгений Мартынов, Вадим Мулерман
- «Лишь бы ты любила» (муз. Р. Майорова)
- «Наша любовь» (муз. П. Аедоницкого) — исп. Ксения Георгиади, дуэт — Татьяна Рузавина и Сергей Таюшев
- «Любовь прошла» (муз. А. Мажукова) — исп. Валентина Толкунова
- «Стюардесса» (муз. М. Муромова) — исп. Михаил Муромов
- «Так держать!» (муз. Е. Мартынова — сл. А. Дементьева и А. Пьянова) — исп. Евгений Мартынов
- «Я тебя рисую» (муз. Р. Паулса) — исп. Яак Йоала
- «Нет возраста у счастья» (муз. Р. Майорова) — исп. Ренат Ибрагимов
- «Новогодние игрушки» (муз. А. Хоралова) — исп. Аурика Ротару и Аркадий Хоралов, Натали и Аркадий Хоралов
- «Трубка мира» (муз. Е. Мартынова — сл. А. Дементьева и Д. Усманова) — исп. Евгений Мартынов
- «Поздняя весна» (муз. М. Муромова) — исп. Михаил Муромов
- «Поздняя весна» (муз. И. Николаев) — исп. Игорь Николаев
- «Давай попробуем вернуть» (муз. А. Хоралова) — исп. Аркадий Хоралов (ВИА «Красные маки»), Анастасия Минцковская
- «Страна моя, надейся на меня» (муз. Е. Мартынова — сл. А. Дементьева и Д. Усманова)
- «Ты меня забудешь скоро» (муз. А. Мажукова) — исп. Нина Бродская
- «Ласточки» (муз. М. Муромова) — исп. Михаил Муромов
- «Если сердцем молод» (муз. Е. Мартынова — сл. А. Дементьева и Д. Усманова) — исп. ВИА «Самоцветы», Вадим Мулерман
- «В будущем году в Иерусалиме» (муз. М. Тишмана) — исп. Марк Тишман
- «Спасибо за то, что ты есть» (муз. М. Тишмана) — исп. Марк Тишман и Диана Гурцкая
- «Спасибо за то, что была» (муз. В. Добрынина) — исп. Вячеслав Добрынин
- «Вздох» (цит. из «Ни о чём не жалейте», муз. С. Шаповалова — сл. А. Дементьева и С. Шаповалова) — исп. ВИА «Воздух Хирошимы»

### Книги А. Д. Дементьева
- Лирические стихи. Калинин. — 1955
- Родное: Стихи. Калинин. — 1958
- Дорога в завтра: поэма о Валентине Гагановой. Калинин. — 1960
- Глазами любви: стихи. Калинин. — 1962
- Дорога в завтра: поэма о Валентине Гагановой. М. — 1962
- Про девочку Марину и про смешную птицу: Стихи. Калинин. — 1963
- Солнце в доме: Стихи. М. — 1964
- Наедине с совестью: Стихи. М. — 1965
- Штрихи большой жизни: М. И. Калинин в родных местах. М. — 1965
- Август из Ревеля: рассказы о М. И. Калинине. М. — 1970
- Избранная лирика: Стихи. М. — 1970
- Боль и радость: Стихи и поэма. М. — 1973
- Первый ученик: рассказ о М. И. Калинине. М. — 1973
- Рядом ты и любовь. М. — 1976
- Рожденье дня. М., 1978
- Письмо в Ташкент. Ташкент, 1982.
- Азарт. М. — 1983.
- Избранное. М., 1985
- Стихотворения. М., 1985
- Азарт. М. — 1986.
- Характер. М., 1986
- Три дня. М., 1987
- Стихотворения. М. — 1988. ISBN 5-268-00595-2
- Снег в Иерусалиме. Книга лирики. М. — 1993. Художник Илья Глазунов. Тираж 20000 экз. Мягкая обложка. 96 с. ISBN 5-85661-005-9
- Аварийное время любви. М., 1996
- У судьбы моей на краю. М. — 2002. ISBN 5-93494-018-X
- Я живу открыто. М. — 2003. ISBN 5-235-02627-6
- Виражи времени. М. — 2004. ISBN 5-699-09176-9
- Избранное. М. — 2004. ISBN 5-699-06727-2
- Нет женщин нелюбимых. М. — 2006. ISBN 5-699-04546-5, ISBN 5-699-04547-3
- Новые стихи. М. — 2006. ISBN 5-699-17648-9
- Лирика. М. — 2007.
- Припав к Земле Обетованной. M. — 2008. Художник Зураб Церетели.
- И всё полно здесь именем его. М. — 2008. Сборник стихов о М. Ю. Лермонтове.
- Избранное. М. — 2008.
- Всё начинается с любви. М. — 2008.
- Ни о чём не жалейте вдогонку. М. — 2009. Aвтобиографическая проза.
- В будущем году в Иерусалиме. М. — 2010. Художник Зураб Церетели.
- Я прочёл Рублёвскую газету, словно сел в роскошную карету. М. — 2010.
- Года любви и дни печали. М. — 2011.
- Пока я боль чужую чувствую… М. — 2012. ISBN 978-5-271-44477-7
- Всё в мире поправимо… М. — 2013. ISBN 978-5-699-66355-2
- Спасибо за то, что ты есть М. — 2014. ISBN 978-5-170-83972-8
- Россия — страна поэтов М. — 2014. ISBN 978-5-699-74736-8
- Я продолжаю влюбляться в тебя… М. — 2015. ISBN 978-5-699-78278-9
- Лебединая верность М. — 2016. ISBN 978-5-17-089951-7
- Любимые стихотворения в одном томе М. — 2016. ISBN 978-5-699-82162-4
- Утро начинается с любви М. — 2016. ISBN 978-5-699-86734-9
- И всё-таки жизнь прекрасна М. — 2018. ISBN 978-5-17-109628-1
- Жизнь — одна. Любовь — одна М. — 2018. ISBN 978-5-04-096559-5

## Журнал «Юность»
Двадцать один год своей жизни Андрей Дементьев отдал работе в журнале «Юность» (1972—1993). С 1972 по 1981 год он был первым заместителем главного редактора, а в течение последующих 12 лет — главным редактором этого популярного литературно-художественного издания, тираж которого при нём достиг небывалого размера — 3 млн. 300 тыс. экземпляров.
При участии Дементьева были опубликованы романы, повести, стихи В. Аксёнова, А. Арканова, В. Астафьева, Б. Ахмадулиной, Б. Васильева, Ю. Друниной, А. Вознесенского, В. Войновича, Е. Евтушенко, В. Максимова, В. Некрасова, Б. Окуджавы, Л. Филатова, Ю. Полякова и других. 
В «доперестроечное» время Дементьевым «пробивались» произведения, опубликование которых считалось «нецелесообразным» из-за содержания или политического реноме авторов. В годы Перестройки на страницах «Юности» по решению Дементьева увидел свет или впервые был напечатан в Советском Союзе ряд ранее неподцензурных произведений, в частности, «Жизнь и необычайные приключения солдата Ивана Чонкина» В. Войновича. По словам М. Н. Задорнова, Дементьев помогал с публикацией сатирического рассказа «Что хочут, то и делают!».

## Радиовещание и телевидение
Многие годы Андрей Дементьев был тесно связан с телевидением. В начале 1970-х годов участвовал в съёмках популярного телевизионного конкурса «Алло, мы ищем таланты!». С конца 1980-х годов был ведущим передач «Добрый вечер, Москва!», «Клуб молодожёнов», «Браво», «Семейный канал», «Воскресные встречи» (ЦТ СССР, МТК, канал ВГТРК «Российские университеты»).
С 1997 по 2000 год работал в Израиле в качестве шефа бюро Российского телевидения на Ближнем Востоке. За это время вместе с коллегами он создал три телевизионных фильма, посвящённых Израилю, Святой земле.
Андрей Дмитриевич принимал активное участие в популярных радио- и телевизионных программах, с 2003 по 2006 год вёл на канале «ТВ Центр» вместе с журналистами Матвеем Ганапольским и Кирой Прошутинской ток-шоу «Народ хочет знать». С марта 2001 года А. Д. Дементьев — политический обозреватель «Радио России», с 18 августа 2001 по 23 июня 2018 года — ведущий еженедельной авторской программы «Виражи времени», которая по праву считается одной из самых рейтинговых передач радиостанции. В ней поэт говорил со своими современниками и друзьями обо всём, что происходит в их жизни и стране. В 2005 году за эту программу А. Д. Дементьев удостоен «Гран-при» Всероссийского фестиваля «Вдохновение».
Своеобразие и успех «Виражей времени» обусловлены тем, что это не монолог героев, а разговор собеседников на равных. За первые три года в гостях у А. Д. Дементьева побывали: Иосиф Кобзон, Илья Глазунов, Вера Васильева, Леонид Рошаль, Майя Плисецкая, Ризван Садырканов, министр культуры Александр Соколов, Николай Басков, Александр Градский, Андрей Вознесенский, Зураб Церетели, Михаил Горбачёв, Игорь Крутой, Александр Шилов, Родион Щедрин, Евгений Евтушенко, Екатерина Шаврина, Юлиан, Оскар Фельцман, Николай Сличенко, депутаты Государственной думы Геннадий Селезнёв, Владимир Рыжков, Станислав Говорухин, Владимир Жириновский, Светлана Горячева, председатель Счётной палаты РФ Сергей Степашин, Валентина Толкунова и многие другие.
Интерес к творчеству поэта, к его общественной и журналистской деятельности при жизни Дементьева не ослабевал. Об этом говорили тысячи писем, которые приходили к Дементьеву от его читателей, радиослушателей и телезрителей. Его новые стихи и еженедельные передачи на радио и телевидении служили ярким тому свидетельством.

## Общественная деятельность
Являлся членом Общественной палаты Российской Федерации с 2008 года и до конца жизни. Первый заместитель председателя Международного общественного фонда «Российский фонд мира» (2011), Председатель Ассоциации Тверских землячеств (2006). Несколько лет А. Д. Дементьев был председателем Государственной экзаменационной комиссии в Литературном институте. Принимал участие во всех крупных поэтических семинарах, а во Всесоюзном совещании молодых писателей — в качестве руководителя. С 1981 по 1991 год А. Д. Дементьев — секретарь Правления Союза писателей СССР. Впоследствии — сопредседатель Содружества Союзов писателей, председатель общественно-редакционного Совета «Литературной газеты».
Более 40 лет А. Д. Дементьев принимал активное участие в работе общественных организаций Москвы и России, деятельность которых посвящена миротворчеству и благотворительности, укреплению дружбы и сотрудничества между народами, достижению согласия в обществе, воспитанию уважения к отечественной истории.
Стоял у истоков создания Советского фонда мира. В 1990 году А. Д. Дементьев был избран заместителем председателя Правления Российского фонда мира, ныне преобразованного в Международный общественный фонд «Российский фонд мира». При непосредственном участии Андрея Дмитриевича в Москве проводились международные олимпиады зарубежных школьников, изучающих русский язык, в каждой из которых участвовали сотни учащихся из десятков стран мира.
А. Д. Дементьев принимал участие в реализации благотворительных программ Российского фонда мира. Им проведён целый ряд благотворительных творческих вечеров и концертов для детей-сирот, ветеранов войн и малообеспеченных граждан как в России (Москва, Московская область, Петербург, Тверь, Пенза, Псков, Северный Кавказ), так и для соотечественников за рубежом (США, Франция, Германия, Сербия, Хорватия, Чехия, Израиль).

## Общественная позиция
В октябре 1993 года подпись Дементьева появилась в «письме сорока двух» в поддержку силового разгона Съезда народных депутатов и Верховного Совета России. 30 сентября 2012 года в интервью на радио «Эхо Москвы» Дементьев отрицал своё подписание этого письма, а также его подписание Беллой Ахмадулиной и Булатом Окуджавой: «Я был на Северном Кавказе, в это время наши писатели, ну, невысокого класса писатели, которые руководили Союзом писателей, решили поддержать и начали собирать подписи под этим письмом. Позвонили мне домой, — не помню, кто у меня был дома в это время. Говорят — вот письмо, он его подпишет? — А кто его подписал? — Это в защиту демократии, — так сказали. Подписали Окуджава, Ахмадуллина. — Ну, если они подписали, Андрей подпишет. И они поставили мою подпись». Также он уточнил, что в «Известиях» главный редактор журнала «Континент» Владимир Максимов опубликовал заметку-опровержение по поводу его подписи.
Выступал с резкой критикой украинской политики после 2014 года, в видеоинтервью 2015 года осуждал установку памятников Степану Бандере и прославление героев УПА, расценивал пришедших к власти политиков как «хунту», а происходящее в стране — как «гражданскую войну». Дементьев заявлял: «Пришла хунта, пришли националисты самого худшего пошиба, от которых несёт фашизмом на километр… Они думают, что Украина — это великое государство. Украина всегда была Малороссией».

## Награды и премии
Государственные награды Российской Федерации и СССР:
- Орден «Знак Почёта» (1970)
- Орден Трудового Красного Знамени (26 июля 1978 года) — за заслуги в развитии советской литературы и в связи с пятидесятилетием со дня рождения[42]
- Орден Октябрьской Революции (16 ноября 1984 года) — за заслуги в развитии советской литературы и в связи с 50-летием образования Союза писателей СССР[43]
- Орден Ленина (15 июля 1988 года) — за большие заслуги в развитии советской литературы и в связи с шестидесятилетием со дня рождения[44]
- Орден «За заслуги перед Отечеством» IV степени (17 декабря 1998 года) — за многолетнюю плодотворную деятельность в области культуры и искусства[45]
- Почётное звание «Заслуженный деятель искусств Российской Федерации» (10 марта 2004 года) — за заслуги в области искусства[46]
- Орден «За заслуги перед Отечеством» III степени (17 ноября 2008 года) — за большой вклад в развитие отечественной литературы, многолетнюю творческую и общественную деятельность[47]
- Орден Почёта (19 октября 2013 года) — за большой вклад в развитие отечественной культуры и искусства, телерадиовещания и многолетнюю плодотворную деятельность[48]

 Награды субъектов Российской Федерации: 
- Почётный знак «Крест святого Михаила Тверского» (1999 год)
- Почётный гражданин города Твери (30 марта 1999 года) — за большой вклад в развитие культуры города, воспитание и поддержку одарённых тверитян, пропаганду Тверской земли[49]
- Знак «Во благо земли Тверской»
- Почётная грамота Правительства Москвы (Москва, 21 июля 2003 года) — за большой вклад в развитие отечественной поэзии, активное участие в общественно-политической и благотворительной деятельности и в связи с 75-летием со дня рождения[50]
- Знак отличия «За заслуги перед Москвой» (Москва, 26 июня 2008 года) — за большой личный вклад в развитие литературы, многолетнюю плодотворную творческую и общественно-политическую деятельность[51]
- Почётное звание «Почётный гражданин Тверской области» (2008 год)[52]

 Общественные награды: 
- Серебряная медаль ВДНХ СССР
- Памятный знак Российского фонда мира «Символ мира» (1998 год) — за активное участие в миротворческой и благотворительной деятельности
- Золотая медаль «За миротворческую и благотворительную деятельность» (Российский фонд мира, 2002 год)
- Памятная Золотая Медаль Сергея Михалкова (2013 год)[53]

Премии: 
- Премия Ленинского комсомола (1981) — за стихи последних лет
- Государственная премия СССР 1985 года в области литературы, искусства и архитектуры (31 октября 1985 года) — за книгу стихов «Азарт»[54]
- Всероссийская литературная премия имени М. Ю. Лермонтова (2003) — за большой вклад в пропаганду творчества М. Ю. Лермонтова
- Литературная премия имени Александра Невского «России верные сыны» (2005)
- Бунинская премия (2007)
- Царскосельская художественная премия (18 октября 2011) — за долгое и преданное служение поэтической музе, яркую личность и открытую гражданственность в книгах последних лет
- Премия «Золотой Дельвиг» (2013) — за выдающийся вклад в отечественную словесность и в связи с 85-летием со дня рождения
- Премия Правительства Российской Федерации 2013 года в области культуры (23 декабря 2013 года) — за поэтические сборники «Года любви и дни печали», «В будущем году в Иерусалиме», «Пока я боль чужую чувствую»[55]
- Премия Министерства обороны Российской Федерации в области культуры и искусства (2017) — за литературное творчество[56]

## Память
- 19 октября 2019 года в Национальном молодёжном театре Республики Башкортостан имени Мустая Карима открыта мемориальная доска Андрею Дементьеву[57][58].
- 26 июня 2020 года, в День памяти поэта, на Кунцевском кладбище установили памятник Андрею Дементьеву. Памятник выполнен из бронзы в виде большой открытой книги со знаменитыми стихами поэта «Всё будет также после нас. И слава Богу». Она венчает собой стопку произведений, являющихся важными вехами в творчестве Андрея Дементьева: «Лебединая верность», «Ни о чём не жалейте вдогонку», журнал «Юность». Автором скульптурной композиции стал близкий друг поэта Зураб Церетели[59].
- 8 августа 2020 года в деревне Старый Погост Тверской области открыт памятник Андрею Дементьеву — бронзовый бюст. Скульптор Владимир Иванов создал образ молодого поэта[60].
- 12 сентября 2020 года на городском доме культуры № 1 города Пятигорска Андрею Дементьева была установлена мемориальная доска (официальное решение о присвоении Дому культуры имени Андрея Дементьева было принято в начале июля 2020 года)[61].
- 16 июля 2021 года в Твери на набережной Степана Разина к 93-й годовщине со дня рождения поэта открыт памятник, автором которого стал народный художник России Андрей Ковальчук[62].
- 20 июля 2019 года в Твери на здании ректората ТвГУ открыта мемориальная доска Андрею Дементьеву[63].
- В 2018 году именем Андрея Дементьева названа улица в городе Твери (бывшая ул. Володарского).